# Matilde de França
Matilde de França (ca. 943-981 o 990/992), membre de la dinastia carolíngia, fou reina de Borgonya des d'aproximadament el 964 fins a la seva mort en virtut del seu matrimoni amb el rei Conrad I de Borgonya.

## Vida
Nasqué a la darreria del 943, filla del rei Lluís IV (920/921-954), sobirà de Frància Occidental, i la seva muller, Gerberga de Saxònia (morta vers el 984), germana del rei dels francs orientals Otó I. El domini carolingi havia perdut vigor cap al moment del seu naixement: El rei Lluís havia provat de millorar l'estabilitat del seu regne amb un matrimoni amb una princesa franca oriental mentre es bregava amb els ducs recalcitrants de Normandia i les forces del seu contrincant robertí Hug el Gran.
Quan el germà de Matilde, Lotari, accedí al tron francès amb tretze anys el 954, Gerberga assumí la regència. El 964 Matilda fou casada amb Conrad I de Borgonya, el sobirà Welf del Regne de Borgonya des del 937. El rei Conrad depenia del suport d'Otó I, sacre emperador romanogermànic des del 962, oncle matern de Matilde i marit d'Adelaida, germana de Conrad. La jove reina aportà en dot la ciutat de Viena, que li havia cedit el seu germà Lotari.

## Descendència
Tingué quatre fills: 
- Gerberga de Borgonya (ca. 965-1018/19),[2] casada en primeres noces amb Herman I, comte de Werl, i en segones noces amb Herman II de Suàbia
- Berta (967 - després del 1010), es casà en primeres noces amb Eudes I de Blois i en segones noces amb el rei Robert II de França[2]
- Rodolf III de Borgonya (ca. 970-1032)[2]
- Matilde (nascuda el 975), possiblement casada amb Robert, comte de Ginebra

Matilde traspassà abans que el seu marit, probablement després del 980 (Penelope Nash dona un interval entre el 981 i el 992). Fou inhumada a la catedral de Viena.